# Каслинське литво

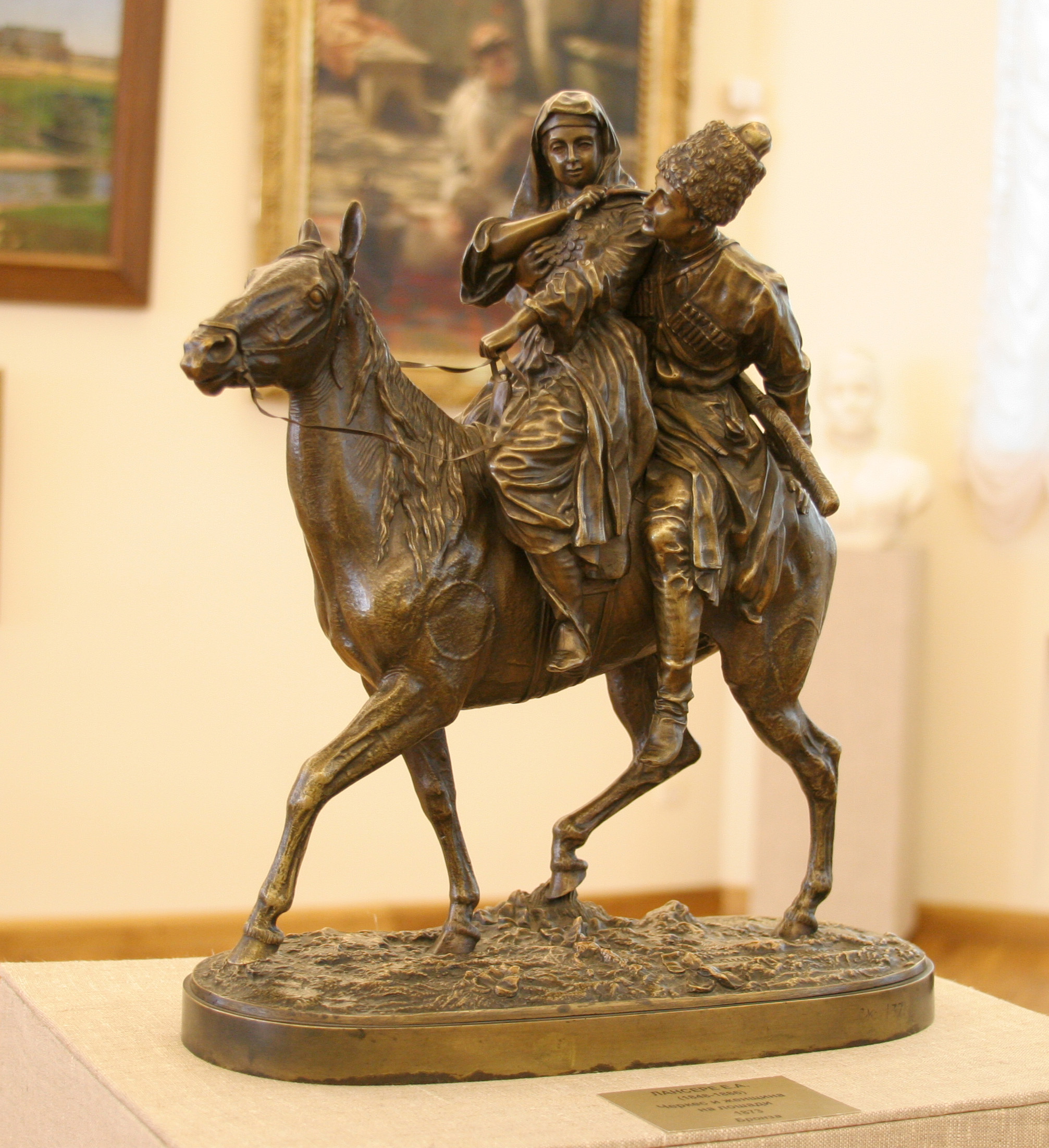
Скульптура Є. Лансере «Черкес і жінка на коні» в експозиції Саратовського художнього музею імені О. М. Радищева

Касли́нське литво́ (рос. Каслинское литьё) — старовинна галузь російського художнього промислу.

## Історія
Назва походить від м. Каслі, тепер Челябінської обл., де в 1747 році відкрито чавуноливарний завод, на якому виготовляли різноманітне художнє литво: скульптуру, декоративні вази, архітектурні прикраси тощо. У XIX ст. завод почав масовий випуск художніх виробів за моделями скульпторів Федора Толстого, Петра Клодта, Євгена Лансере та місцевих майстрів.
У період із 1860 по 1914 роки вироби каслинських майстрів часто експонувалися на промислових виставках Росії, Австрії, Данії, Італії, Франції, Швеції, США і здобули більше 15-ти відзнак. Зокрема найвищим досягненням було гран-прі Промислової виставки у Парижі 1900 року. Попри широке визнання мистецьких виробів у всьому світі, основним напрямком виробництва на заводі була виплавка чавуну для промисловості. Виготовлено також багато серійної продукції, такої як посуд, вази, решітки, деталі печей, архітектурні елементи. Окрім того, завод виробляв листове, котельне, сортове й полосове залізо, випускав цвяхи.

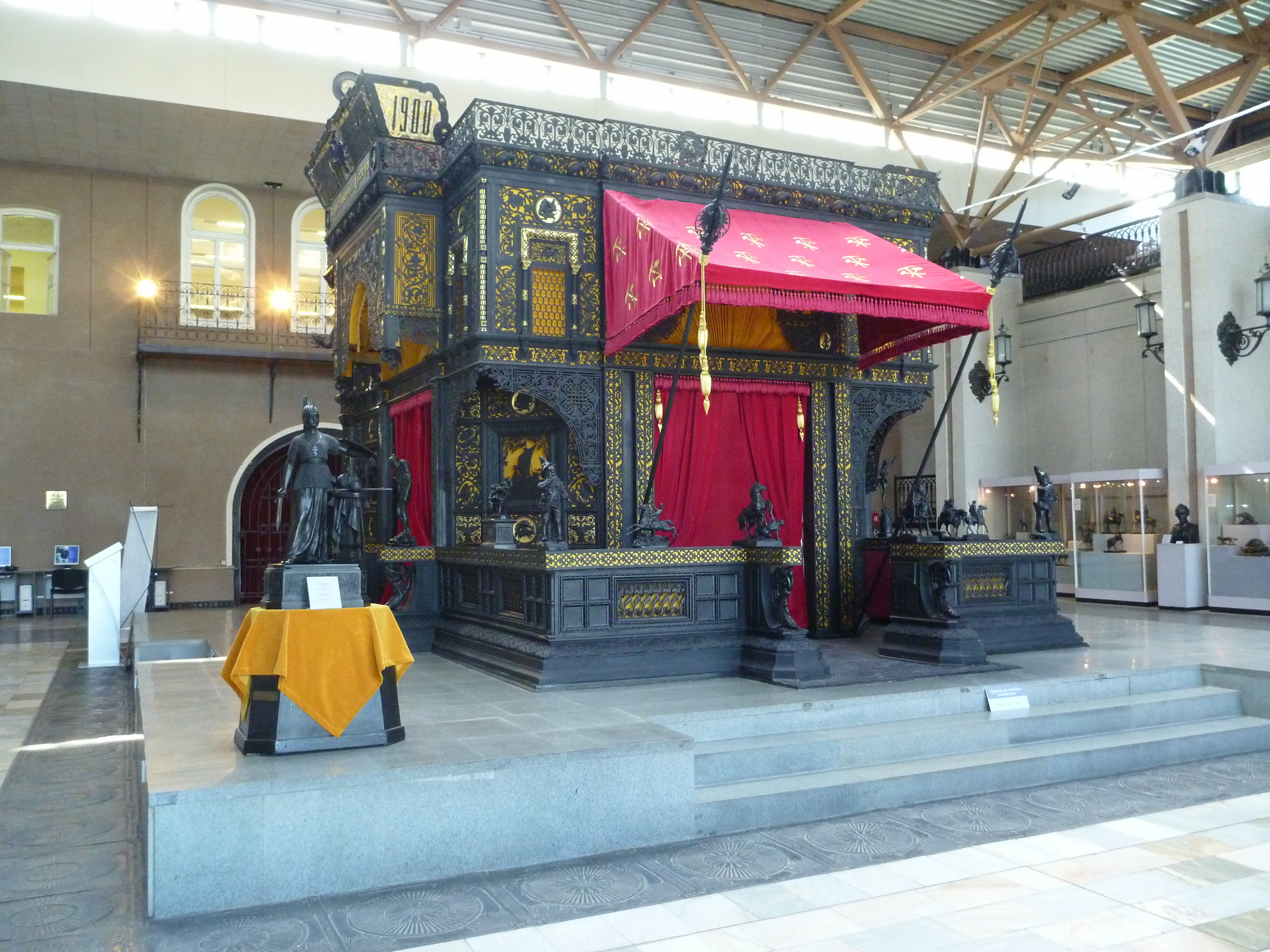
Каслинський чавунний павільйон

## Чавунний павільйон 1900 року
У другій половині XIX ст. для презентації продукції заводу на промислових виставках світу було виготовлено декілька виставкових стендів, вітрин, павільйонів.
На всесвітній промисловій виставці 1900 року в Парижі Каслинський завод експонував так званий «Чавунний павільйон» — вершина ливарного мистецтва. У виготовленні павільйону задіяно висококласних майстрів: скульпторів, архітекторів, уральських ливарників і чеканщиків. Із 1958 року, відреставрований, експонувався у Свердловській картинній галереї, а із 1986 — у постійній експозиції Єкатеринбурзького музею образотворчих мистецтв. Павільйон зареєстрований ЮНЕСКО як раритет — єдина у світі архітектурна споруда із чавуну у музейній колекції.

## Технологія виготовлення і моделі

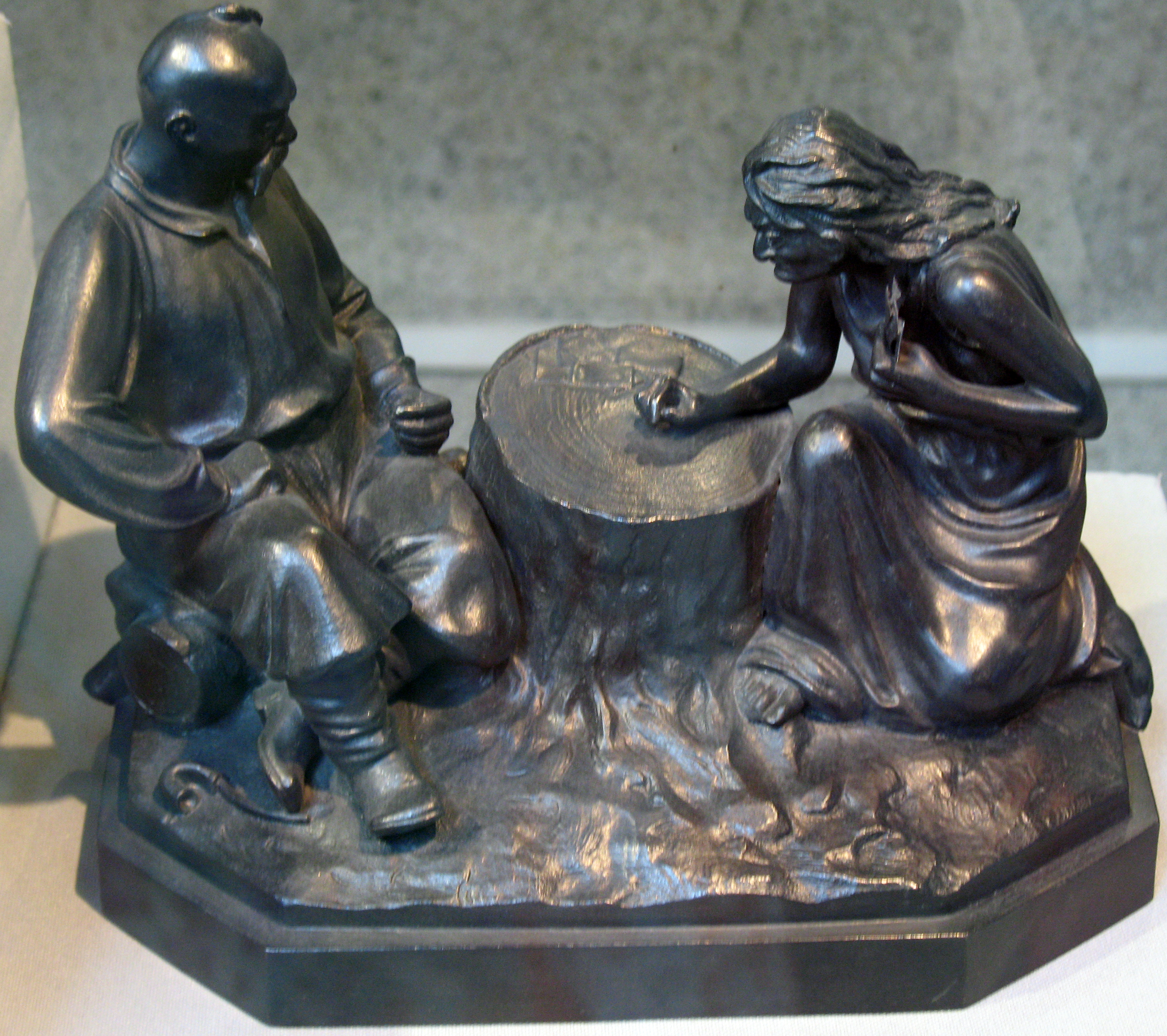
Ск. Оссовська О.А. «Запорозький козак і ворожка», 1900 р.

Сплав заліза із високим вмістом вуглецю дає чавун. Останній поціновується менше через малу пластичність і здатність до крихкості при навантаженні. Чавун у промисловості розглядають як сировину для отримання сталі.
У Каслі звернули увагу на чавун як на сировину для створення художніх виробів. Але властивості чавуну помітно відрізнялися від розповсюдженого використання бронзи, гідної як для створення монументів, так і для кабінетної скульптури. Запропонована технологія на чавуноливарному заводі у Каслі вдало обходила недоліки чавуну як сировини. Використовували виливання у формі. Отриманий виріб шлифували, обробляли обережно карбуванням, а потім вкривали особливою чорною фарбою, що мала назву голландська сажа.
Каслинське литво, незважаючи на конкурентність із виробами з бронзи, посіло власне місце у мистецтві і завоювало власних прихильників і поціновувачів через узагальненість силуетів, енергійність форм і характерний блиск поверхні після фарбування у чорний колір. Про пластичні можливості чавуну доводять і спроби створення кабінетних скульптур, і реальне створення архітектурних деталей, і речей декоративно-ужиткового мистецтва (каміни, свічники, посуд, номерні знаки для будинків, чавунні вази,  художні корпуси для годинників, рамки для фотографій, попільнички). Так, Каслі випускав низку кабінетних скульптур за моделями французьких скульпторів та зразків Берлінського ливарного заводу. Власну популярність отримали малі кабінетні скульптурки Мефістофеля та Дон Кіхота з книгою, котрі виливали за моделями француза Жоржа Готьє (1811-1872). Невеликим накладом ці скульптури випускають донині.

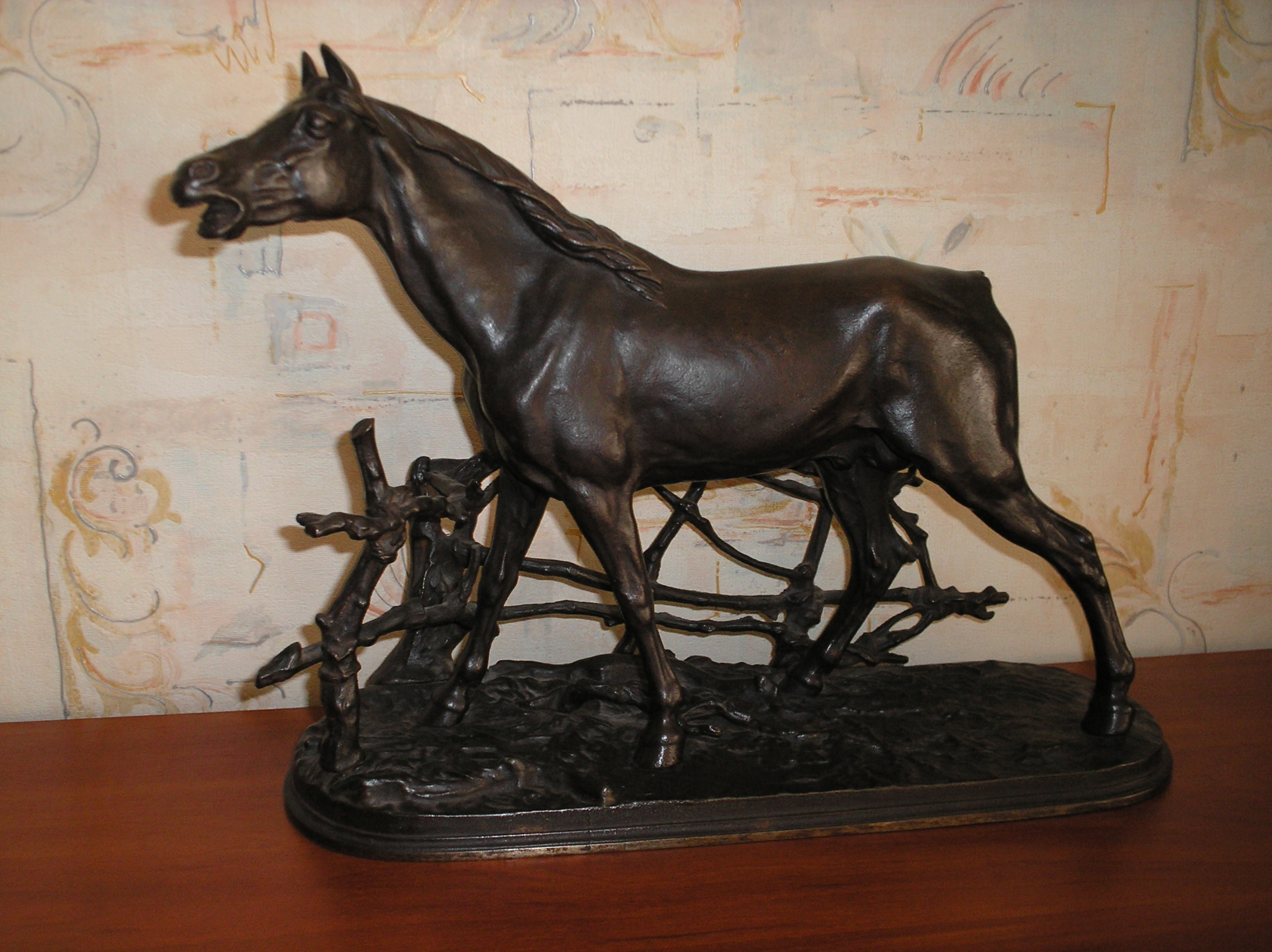
П.-Ж. Мене. «Жеребець Джин», 1846 р.
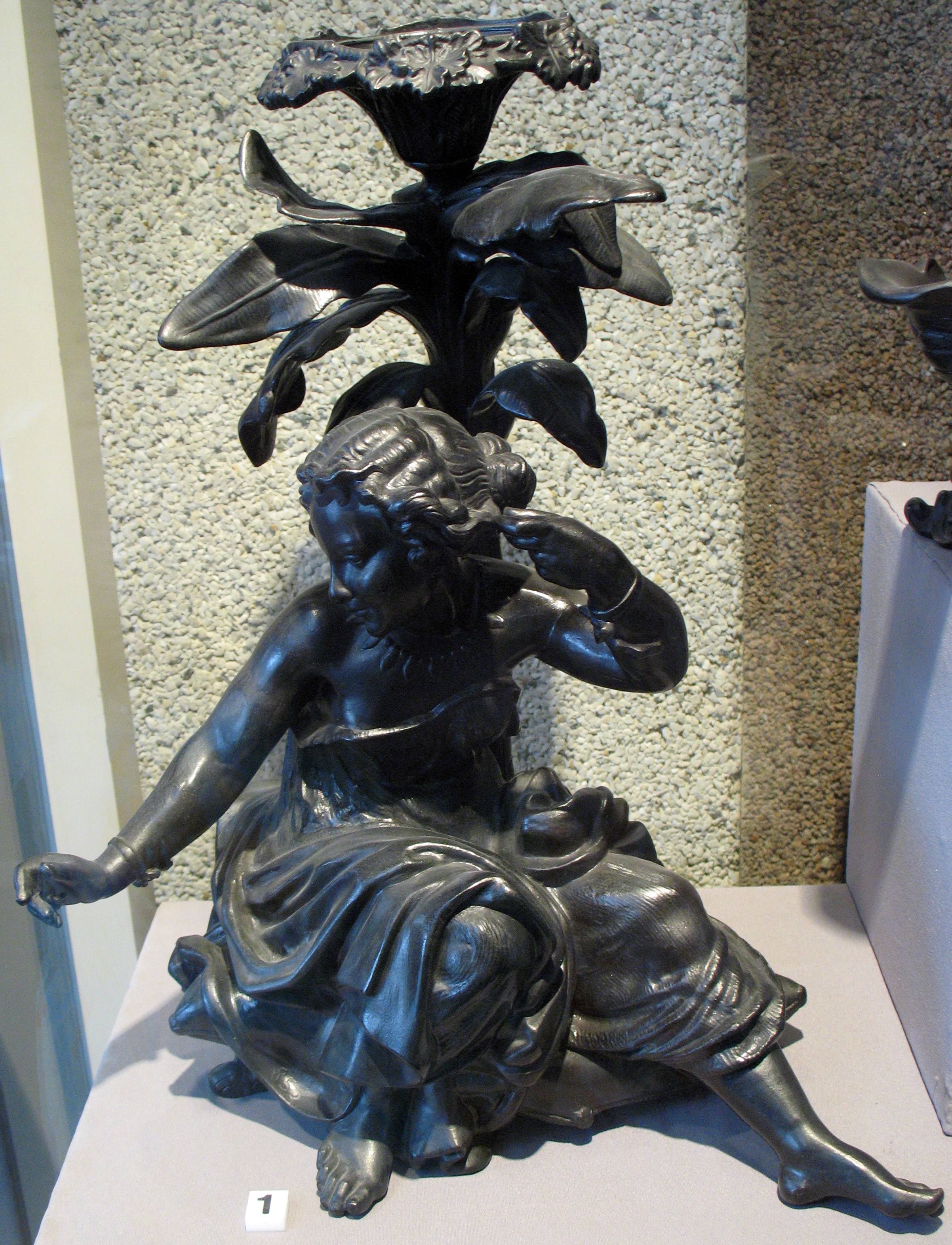
Ск. Оссовська О.А., свічник «Кавказька полонянка», 1901 рік